# Pupina pfeifferi
Pupina pfeifferi là một loài ốc đất liền với một nắp, là động vật chân bụng sống trên cạn động vật thân mềm trong họ Pupinidae.
Đây là loài đặc hữu của Úc.